# K11多用途步槍
K11是一款由大韓民國大宇精密工業研製的多功能武器系統，此武器包括了突擊步槍及空爆彈發射器兩個部份，其設計理念類似於美國的XM29 OICW。其20毫米口徑空爆彈能夠在發射後透過衝擊即時引爆或受過衝擊後以保險絲引信計時引爆。空爆彈能有效地擊殺6米內的目標或重創8米內的目標，必要時用戶可透過在彈道電腦上輸入目標所在的距離以擊殺目標，該武器亦能用作攻擊躲在溝渠、建築物或牆壁後面的目標。
2010年5月，阿拉伯聯合大公國採購了40把K11以用於測試用途，總成本為560,000美元，從此得知此武器的單價為14,000美元。

## 歷史
雖然自2006年已傳來有關K11的消息，但此武器卻在DSEI軍事博覽會中才正式向公眾展出。
K11在2008年起正式獲得南韓軍隊的採用，並在2010年開始分發給南韓陸軍使用，使其成為史上第一款被軍隊正式採用的空爆彈步槍。在陸軍中各小隊會獲得兩把K11，但在短期內仍不會取代所有裝上K201榴彈發射器的K2突擊步槍。
2011年，韩国防部宣布有很大一部分投入实战的K11出现了严重故障。之后，大宇宣称故障解决后，会重新把K11交给军队。
总共将生产4,000把K11，到2014年全部投入使用。
2014年9月，K11火控系统出现重大缺陷，停止生产和使用分配给军队的900把步枪。国防科学研究所表示，解决方案将在2016年底前大规模实施。
然而，2019年，韩国审计和检查委员会以缺乏准确性和各种嚴重缺陷为由，通知国防采购计划管理局完全中止K11项目。

## 設計
该系统的下部KE模块（5.56毫米自动步枪）的设计采用了气動式、轉拴式槍栓方式，上部HE模块（發射20毫米榴弹，但与XM29 OICW的规格不同）是以栓动式槍機運作。此外还能夠通过一個扳机进行模式变更，共享步枪和榴弹发射器。到目前为止，媒体公开的发射模式控制方式是短发、引爆、空爆弹（20毫米榴弹）。并且没有采用KE模块和HE模块的分离方式。重量约为6.1公斤。

## 使用國
- 阿联酋

## 另見
- XM29 OICW
- XM25反防禦目標應對系統
- XT-97突擊步槍
- QTS-11式單兵綜合作戰系統
- 先進單兵戰鬥武器（英语：Advanced Individual Combat Weapon）
- PAPOP（英语：PAPOP）

## 外部連結
- Infantry Weapons: The Future Beckons for Asia （亞洲軍事評論文章）
- Modern Firearms - K11
- 大宇精密工業首頁